# Diamante Tavernier Azul
El diamante Azul de la Corona de Francia, también llamado Azul de Francia o Tavernier Azul, es un gran diamante azul desaparecido en 1792, comprado por el rey Luis XIV a Jean-Baptiste Tavernier, quien lo trajo de la India en 1668. Luis XIV hizo que lo tallara Jean Pittan y Luis XV lo incluyó en su colgante de la Orden del Toisón de Oro.
Robado en 1792, su rastro se perdió hasta 2007, cuando el mineralogista francés François Farges descubrió accidentalmente un modelo en plomo del diamante. La investigación histórica muestra que este diamante de la Corona fue tallado de nuevo para convertirse en el diamante Hope, que apareció en Inglaterra pocos días después de la prescripción del robo, lo que demuestra la intención de receptación.
Sigue siendo el diamante azul más grande jamás descubierto, incluso después del descubrimiento de importantes yacimientos en África, Siberia, Australia, Brasil y Canadá.

## Historia

### Descubrimiento en la India

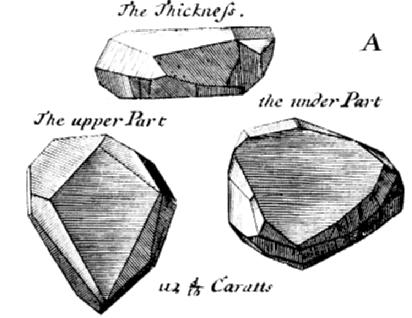
Grabado incluido en las memorias de Tavernier, que muestra el gran diamante azul traído de la India, dibujado desde tres ángulos

En la década de 1660, el viajero Jean-Baptiste Tavernier regresó del Sultanato de Golconda (hoy una ciudad fortaleza en ruinas cerca de la actual localidad de Hyderabad, en el estado indio de Telangana) con una serie de diamantes de gran calidad. El mayor de estos diamantes, adquirido alrededor de 1650, pesaba 112 3/16 quilates de la época, o 115,16 quilates en el sistema métrico moderno (peso bruto, antes del tallado). En aquel momento, era el diamante azul más grande conocido, y era denominado como el diamante Azul de Tavernier. La leyenda de la maldición del diamante, relatada por Tavernier, probablemente fue creada por el dueño de la mina para disuadir a los ladrones de robarlo. El relato fue posteriormente embellecido por los joyeros primeros propietarios de la piedra, que inventaron toda una mitología para aumentar su valor de venta. Esta leyenda cuenta que la piedra fue robada de una estatua de la diosa Sita (o de la frente de una estatua de oro del dios Vishnu, según otra versión). El ladrón se dejó encerrar en el templo para robarla durante la noche, pero por la mañana, al reabrirse las puertas de bronce, cuando se disponía a huir, fue alcanzado por un rayo en el mismo umbral del templo.
Aunque está escrito que el diamante parece haber sido extraído en la década de 1610 de la mina Kollur (o Gani, en lengua telugu), cerca de Golconda, no hay pruebas de ello. El diamante había sido repulido según la costumbre india de la época, es decir, siguiendo las caras naturales de cristalización y exfoliación. El objetivo era mantener la gema lo más grande posible, a costa de su brillo. Tavernier adquirió este diamante azul con mayor facilidad porque durante la era mogol, los joyeros usaban piedras de los colores del Islam, es decir, rojo, verde y blanco, siendo el color azul considerado menos valioso.

### El tallado del diamante indio

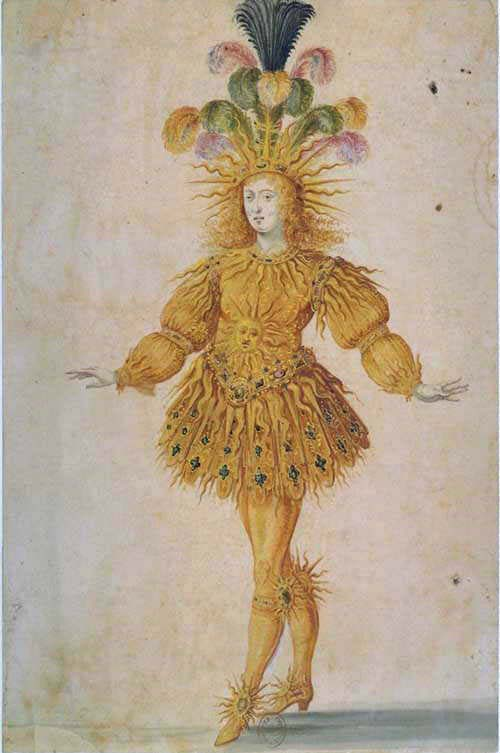
El tamaño del diamante azul recuerda el simbolismo de Luis XIV (aquí vestido de Apolo) buscado en Versalles: presencia de un sol con facetas traseras de simetría 7: se ve el culto a Apolo (número 7), el sol rey por derecho divino (número 7) brillando en el cielo azul (del diamante).

En diciembre de 1668, Tavernier regresó a Francia con más de 1000 diamantes de todos los tamaños, incluyendo el gran diamante azul oscuro y otros dos de un azul más claro. En 1669, Tavernier vendió el diamante azul a muy buen precio (unas 220 000 libras tournesas, el equivalente a 147 kg de oro puro, ya que un diamante de color se consideraba imperfecto en aquella época) a Luis XIV, quien le compró los 47 diamantes más grandes por una suma equivalente a una tonelada de oro puro. Luis XIV, en efecto, recibió formación en gemología del Cardenal Mazarino, quien poseía una gran colección de piedras preciosas (en particular, topacios). El historiador Richard W. Wise, por su parte, sostiene que el precio real de la piedra fue de 770 000 libras y que Tavernier la vendió por 220 000 a cambio de un título nobiliario adquirido del Interventor General de Finanzas Jean-Baptiste Colbert (el título estaba valorado en 500 000 libras en aquel momento). El rey la exhibió primero en su gabinete de curiosidades en el Palacio de Saint-Germain-en-Laye, y luego ordenó en 1671 que la gema fuera tallada de nuevo según el gusto occidental de la época, es decir, para mejorar su brillo. La gran responsabilidad de tallar el diamante azul de Tavernier recayó en Jean Pittan, el joyero de la corte, quien tardó dos años en desarrollar el diseño final y otros dos años en ejecutar el corte. Jean Pittan propuso un diseño excepcional para convencer al rey y a Colbert de financiar la talla a un precio equivalente a aproximadamente una décima parte del precio de compra de la piedra. Finalmente, el diamante Tavernier fue tallado de nuevo en forma triangular según una talla conocida como rosa de París. Según el historiador Bernard Morel, Colbert llamó al nuevo diamante el diamante Azul de la Corona de Francia. Pesaba 69 ± 0,02 quilates. Este diamante era una obra maestra del trabajo lapidario, debido en particular a sus 72 facetas, su simetría doble impar (de orden 3 y 7) y a la perfección de su talla. El diamante estaba engastado en una especie de broche que el rey lucía en su pañuelo (corbata) durante las celebraciones.

### El Toisón de Oro de Luis XV

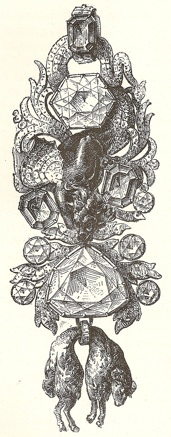
El colgante del Toisón de Oro con gemas de colores (dibujo de Lucien Hirtz para Germain Bapst, 1889) que muestra el diamante azul de la Corona, única imagen conocida hasta 2007 de este mítico diamante

Durante el reinado de Luis XV de Francia, el diamante fue abandonado hasta 1749, ya que el rey prefirió engastar su corona con diamantes incoloros.
La piedra recuperó su favor cuando el rey fue nombrado caballero de la Orden del Toisón de Oro. En 1749, con motivo de esta ocasión, Luis XV encargó al joyero Pierre-André Jacquemin (1720-1773) que incluyera el diamante azul en el colgante de la Orden del Toisón de Oro, en el ajuar real de gemas de colores. Luis XV poseía varias insignias del Toisón de Oro, pero dos eran particularmente magníficas. El Toisón, conocido como el "ajuar blanco", estaba compuesto por cuatro grandes diamantes (incluido el bellísimo segundo Mazarino de 25,37 quilates), 175 mucho más pequeños y 80 rubíes, todos ellos valorados en 1791 en 413 000 libras. En cuanto al otro Toisón del ajuar real, presentaba un espectáculo de grandes gemas de colores (amarillas, pero también azules, blancas y rojas). El señor Horovitz posee dos grabados de este segundo Toisón de Oro, en los que el diseño del diamante azul es aproximado, que parecen haber sido propuestos por Jacquemin al soberano, incluyendo uno con el diamante azul. La versión final del Toisón de Oro del aparejo coloreado que contiene el diamante azul se conoce mejor por el molde en plomo que Jacquemin probablemente realizó después de haber fabricado la joya. Fue la forma de este modelo de plomo la que Germain Bapst (1853-1921) habría dibujado y publicado. A pesar de varias búsquedas, este importante objeto aún no se ha encontrado. Esta magnífica insignia, una obra maestra absoluta de la orfebrería rococó, incluía el soberbio diamante azul que, según esta tradición caballeresca, "protege" el propio vellocino de oro (y sus 112 diamantes pintados por su cara inferior de amarillo) de las llamas (engastadas con 84 diamantes pintados por debajo de rojo) escupidas por un dragón tallado en una espinela de 107,88 quilates llamada Costa de Bretaña. Esta piedra, tallada de nuevo para esta ocasión por Jacques Guay (1711-1793), se puede ver en el Louvre, y es el único vestigio que se conserva de esta insignia. El gran brillante Bazu de 32,62 quilates y de un "agua casi celestial", tres topacios orientales (amarillos), zafiros, cuatro diamantes de talla brillante de 4-5 quilates y una serie de 282 pequeños diamantes decoran la cola y las alas del dragón, así como las dos palmas que lo rodean, sin olvidar las dos asas de la joya. Esta insignia se valoró en más de tres millones de libras durante la Revolución, solo por las gemas.
En 1783, el diamante Azul de Francia apareció en el inventario de las Joyas de la Corona, confiado a la custodia del Gran Maestre del Guardarropa del Rey, el Duque de Liancourt. El inventario mencionaba un «diamante azul brillante de gran tamaño, con una gran cara inferior, en forma de corazón, de agua clara y viva, designado por el inventario de 1691, con un peso de 67 1/8 quilates. Posteriormente, ha sido tallado de nuevo y su valor se estima en 1.000.000 de libras». El fabuloso diamante figuraba entre las piedras que adornaban la insignia del Toisón de Oro de Luis XV. En 1787, el físico de la Academia Mathurin Jacques Brisson fue el primero en medir con precisión el diamante azul (dimensiones y peso).

### El robo de 1792
El Toisón de Oro y su gran diamante azul fueron robados del Hôtel du Garde-Meuble entre el 11 y el 16 de septiembre de 1792. La gran mayoría de las Joyas de la Corona de Francia allí almacenadas fueron robadas (9000 piedras preciosas, el equivalente a siete toneladas de oro, joyas, orfebrería y piedras preciosas) durante cinco noches por una treintena de ladrones que, bien informados, solo forzaron los gabinetes principales que contenían las obras más importantes de la reserva del mayor tesoro del mundo en aquel momento, junto con el Imperio mogol, lo que constituyó el "Robo del Milenio". La publicación y difusión del inventario en 1791, durante el censo de los bienes de la Corona de Francia realizado por la Convención Nacional, proporcionó así valiosa información pública sobre la composición de este tesoro. El robo tuvo lugar durante una época convulsa, con Francia invadida, el rey Luis XVI depuesto y encarcelado, y la ciudad de París sumida en una profunda agitación. Si bien se recuperó la mayoría de las joyas reales (incluidos los diamantes Sancy y Regente), las mayores insignias reales de caballería (las joyas del Toisón de Oro y el Santo Espíritu), así como numerosos objetos importantes (la espada de diamantes de Luis XVI o la Capilla Richelieu), desaparecieron para siempre. Algunos de los ladrones arrestados bajo sospecha fueron guillotinados en el mismo lugar del crimen, la plaza de la Revolución.
El conjunto de joyas fue encontrado con los ladrones en 1795, pero se perdió de nuevo poco después. Los estudiosos del siglo XIX rastrean su trayectoria: un comerciante ambulante, asiduo a las ferias, llamado Cadet Guillot, pasó por Inglaterra, desde donde la piedra permaneció oculta en Londres o fue enviada a Constantinopla. Con toda probabilidad, el banquero y coleccionista Thomas Hope obtuvo de Guillot el diamante azul.

### Orígenes oscuros del diamante Hope

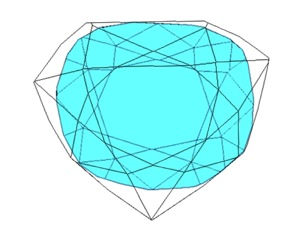
El diamante Hope (en azul claro) encaja a la perfección en el modelo de plomo del diamante azul del Museo (filigrana, aproximadamente 31 x 26 mm). Retallado apresuradamente, el diamante perdió su magnífico tamaño, masa y todo su esplendor barroco para siempre

Veinte años después, el 19 de septiembre de 1812, apareció al otro lado del Canal de la Mancha un diamante azul ovalado de 45,5 quilates. La gema fue descrita por John Francillon (1744-1816), tallador londinense, con la autorización de Daniel Eliason (1753-1824), comerciante de diamantes de la misma ciudad. Esta "aparición" corresponde exactamente a veinte años y dos días después del saqueo del Guardamuebles, es decir, dos días después del plazo de prescripción de 20 años por robo. Dado que el plazo de prescripción por receptación de bienes robados es mayor, se plantea la hipótesis de que fue tallada de nuevo para ocultar la verdadera identidad de la piedra. Sorprendentemente, no fue hasta que el joyero Charles Barbot se enteró en 1856, tras la  Exposición Universal de París, que se descubrió que este "nuevo" diamante, ahora llamado Hope, posiblemente había sido tallado de nuevo a partir del "Diamante Azul Corona". El primer propietario reconocido de este "nuevo" diamante azul era propiedad de Thomas Hope, un excéntrico miembro de una prominente familia de banqueros, quien le dio su nombre. El diamante permaneció en la familia Hope hasta 1901, cuando fue vendido al joyero Joseph Frankel, después en 1908 a Selim Habib, comerciante y coleccionista turco, en 1909 al joyero francés Rosenau, y en 1910 a la casa de joyería Cartier. La multimillonaria estadounidense Evalyn Walsh McLean lo recibió en 1911 de su esposo, quien lo compró en París a Pierre Cartier, uno de los tres hijos de Albert Cartier, quien estaba a cargo de la clientela estadounidense de la firma. Finalmente, Harry Winston (propietario de 1949 a 1958) lo compró de nuevo y lo donó al Smithsonian de Washington en 1958. Para que el transporte de la piedra fuera lo más discreto y seguro posible, Winston envió la piedra al Smithsonian por correo, en un simple sobre de papel de manila. Siendo el diamante azul más grande jamás descubierto hasta la fecha, la gema aún se exhibe en el Museo Nacional de Historia Natural, ubicado en Washington, D.C., donde tiene una sala dedicada: es el objeto de arte más visitado del mundo después de la Gioconda en el Louvre.

## Investigación sobre el origen del diamante Hope y del diamante Azul de la Corona

### Investigaciones en Francia y en Estados Unidos
Se han realizado numerosas investigaciones para determinar si el diamante Hope fue efectivamente tallado a partir del diamante Azul de la Corona para ocultar su origen francés.  Ya en 1856, el joyero Charles Barbot relacionó ambos diamantes consultando la obra del historiador Germain Bapst, que contenía la única representación conocida del diamante azul en aquella época (dos grabados imprecisos de Lucien Hirtz, que representan la joya por delante y por detrás en tamaño real). Sin embargo, el diamante Hope no se integra completamente en el diamante azul. En su antología de las "Joyas de la Corona de Francia", el historiador Bernard Morel intentó una reconstrucción de este diamante, basándose en estos dos grabados de Baptiste Morel. Supuso que estos dos grabados son aproximados y amplió, ligera pero significativamente, el dibujo de Hirtz del diamante azul a las dimensiones de Brisson para acomodar el diamante Hope.

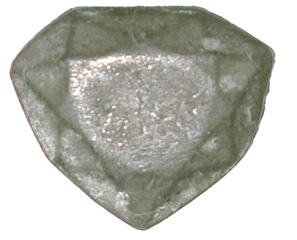
El modelo de plomo encontrado en el Museo Nacional de Historia Natural por Farges en París a finales de 2007 (aproximadamente 31 × 26 mm)

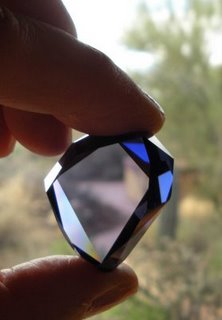
Réplica de circonita azul del diamante Azul de Tavernier, tallado en Estados Unidos por Scott Sucher a partir de los grabados de Tavernier de 1676

Por lo tanto, estudios estadounidenses recientes que demuestran que el Hope fue retallado sin ninguna duda a partir del diamante Azul de la Corona, están sujetos a los errores intrínsecos de Brisson. Kurin, en 2006, señaló que estas inexactitudes sugieren que se debía disponer de un modelo fiable del diamante Azul de la Corona para resolver definitivamente esta cuestión.

### Últimos descubrimientos
El único modelo de plomo del diamante real francés fue finalmente descubierto en diciembre de 2007 por el profesor de mineralogía François Farges durante el inventario de una colección mineralógica en las reservas del Museo Nacional de Historia Natural de Francia. El reverso del plomo presenta una corola de siete pétalos característica de la talla "rosa de París" del diamante Azul de Tavernier.
François Farges realizó una investigación histórica sobre este modelo de plomo: encontró en las colecciones mineralógicas su ficha original, donada alrededor de 1850 por el joyero parisino Charles Achard, quien proporcionó información vital sobre este molde: indica que Mr Hoppe [sic] de Londres efectivamente poseía el diamante azul en Londres.
Este descubrimiento podría haber demostrado que el diamante azul tenía una talla mucho mejor de lo que se creía. El modelo también muestra que el diamante Hope se originó a partir de él, tallado de nuevo entre 1792 (fecha del robo del diamante francés) y 1812 (fecha de la aparición del diamante azul inglés).
En última instancia, según los archivos del Museo, fue Henry Philip Hope, tras la muerte de su hermano Thomas, quien fue el propietario legal del diamante tallado de nuevo, hasta su fallecimiento en 1839. ¿Están los Hope en el centro de este asunto relacionado con el tallado de nuevo del diamante azul entre 1792 y 1812? Parece que los joyeros londinenses Eliason y Françillon actuaron como testaferros para ocultar el verdadero origen del diamante y, por lo tanto, que se trataba de una piedra robada.

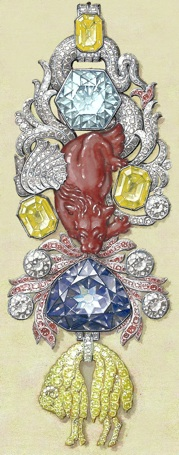
Gouache de Monney de 2008 para Horovitz y Farges (aproximadamente 16 × 6 cm) que muestra una posible reconstrucción: el diamante azul muestra una "rosa central" sobre un vellocino de oro (piel de carnero) engastado con 115 diamantes

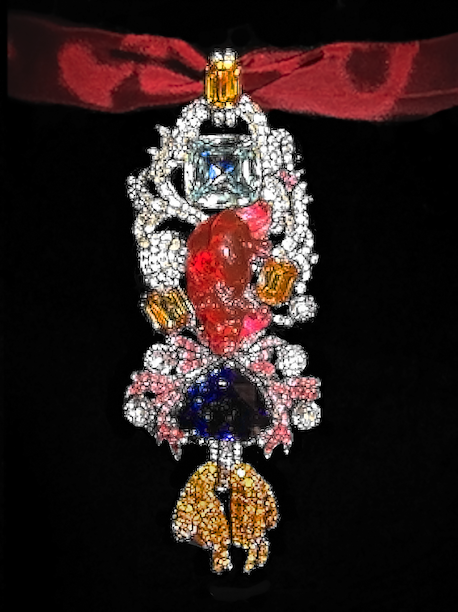
La reconstrucción de 2010: un vellocino de oro sujeto por la mitad del cuerpo a un collar de oro compuesto de "pistolas" o encendedores, estilizados en forma de B (Borgoña), que enmarca una réplica del diamante azul del que brotan chispas, todo ello coronado por un dragón que representa un combate alegórico

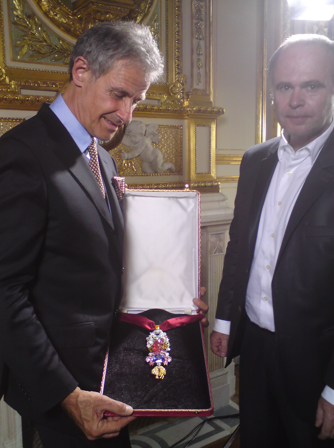
Presentación de la réplica de 2010 realizada por H. Horovitz (izquierda) y F. Farges en el Hôtel de la Marine de París el 30 de junio de 2010

## Reconstrucción del diamante y del Toisón de Oro

### Redescubriendo la Obra Maestra del Arte Lapidario Barroco Francés
Un estudio preciso del modelo de plomo muestra que el diamante fue tallado de forma casi óptima para realzar su brillo natural azul, creando facetas alrededor del legendario ángulo de 41°, considerado el más favorable para el tallado de diamantes y que se cree que se introdujo con el llamado diamante Regente. Las proporciones de la talla de este diamante lo convierten en precursor de los diamantes de talla brillante modernos, aunque esta talla sigue siendo típicamente barroca. Contrariamente a lo que pensaban los expertos estadounidenses, el diamante es mucho más brillante gracias a la técnica de Jean Pittan. Su obra maestra, aunque destruida entre 1792 y 1812, pudo ser reconstruida por computadora gracias a un escaneo láser y diversas tecnologías de diseño asistido por computadora del modelo de plomo de Amberes, combinadas con una coloración del diamante Hope de Washington, gentilmente cedida por el Instituto Smithsoniano (Jeffrey Post), que fue medida mediante espectroscopia óptica. La réplica exacta en dióxido de zirconio del diamante azul fue realizada por Scott Sucher, lapidario y especialista mundial en copias de grandes diamantes históricos, quien reconstruyó el orden en que Jean Pittan había tallado las diferentes facetas.

### Redescubrimiento de la joya fundadora de la alta joyería francesa: el gran Toisón de Oro de Luis XV
El legendario vellón de Luis XV también fue recreado en gouache. Esta joya es la obra maestra definitiva de la joyería francesa del siglo XVIII, de la que quedan pocos restos. Una obra maestra compuesta por obras maestras, que incluye el legendario diamante azul de Jean Pittan, tallado en 1673, así como el dragón llamado "Côte de Bretagne", retallado por Jacques Guay en 1750 para esta insignia. La joya completa incluye otro diamante azul cumbre, llamado "Bazu", de color ligeramente azulado y 32 quilates, también robado en 1792 y cuyo destino se desconoce. Tres topacios orientales, media docena de brillantes de 4-5 quilates y nada menos que 472 brillantes más pequeños completan la joya. Los diamantes de las llamas del dragón estaban pintados de rojo en el reverso, al igual que los del vellón, pintados de amarillo con una técnica muy específica (derivada de la escasez de diamantes de color, especialmente los rojos, en aquella época). Este vellón fue usado por Luis XVI durante los Estados generales de 1789. Luis XV mandó confeccionar otro vellón, llamado el parure blanco, compuesto íntegramente de diamantes blancos (incluidos los grandes diamantes Pinder y Richelieu) o ligeramente teñidos, excepto las llamas, que eran rubíes. Este toisón también fue robado en 1792 y encontrado parcialmente desmantelado en París tiempo después, pero no se ha conservado. No existen dibujos de esta pieza igualmente fabulosa.

### Reconstrucción
A mitad de la década de 1980, el padre de Herbert Horovitz, joyero de Ginebra, adquirió en una subasta un gouache original que representaba el gran Toisón de Oro de Luis XV, un testimonio del arte francés de los períodos barroco y rococó.
Este gouache sirvió de base para la reconstrucción de la joya, presentada el 30 de junio de 2010 por Horovitz y François Farges, profesor del Museo Nacional de Historia Natural de Francia de París, tras tres años de complejo trabajo en archivos, ordenadores y diversos talleres en Suiza, Francia, India y en los Estados Unidos.
Esta reconstrucción consta de zirconita y pasta de vidrio, con la réplica en zirconita en su centro del famoso diamante Hope.
Fue elaborada por los mejores artesanos lapidarios, engastadores, doradores y enfundadores. Un estuche de marroquí carmesí, con el escudo de armas de Luis XV de la casa Simiez, también fue diseñado para presentar esta joya. Se presentó en las instalaciones del Hôtel de la Marine, el mismo lugar donde fue robada en septiembre de 1792 (véase más arriba). Unos 218 años después del robo de los tesoros obra de los grandes maestros joyeros franceses como Jean Pittan, Jacques Guay y Pierre-André Jacquemin, el daño había sido parcialmente reparado. Ante un prestigioso público, todos destacaron la extraordinaria belleza de la joya, sus elegantes proporciones y sus típicas asimetrías florales de rocalla.
Actualmente se encuentra en Ginebra, donde se fabricó.
El original, una obra maestra compuesta por otras obras maestras como el diamante azul de la Corona, da testimonio del extraordinario saber hacer de los artesanos de los siglos XVII y XVIII, de quienes muy pocas obras sobrevivieron a los robos, las tallas y los daños causados en el siglo XIX.

## En la cultura popular
- Un diamante muy similar al diamante Azul de la Corona (y no al diamante Hope, que es más pequeño que el anterior) aparece en la película de James Cameron de 1997 "Titanic" bajo el nombre de "Corazón del Océano": "Oceani Cor" (latín). Lo luce, entre otros, la cantante Céline Dion durante su interpretación de "My Heart Will Go On" en la 70 ceremonia de los Óscar.
- La novela histórica "El Diamante Azul", de François Farges y Thierry Piantanida, publicada por Éditions Michel Lafon en 2010  (ISBN 978-2749913070), narra este triple caso de intriga científico-histórico sobre el diamante más fabuloso de la historia, que despertó pasiones y tristezas, lealtades y traiciones en tres siglos y tres continentes.
- Un documental de 90 minutos, "En busca del Diamante Azul", también producido en 2010 por Thierry Piantanida y Stéphane Bégoin, se emitió el 30 de abril de 2011 en el canal de televisión Arte.
- La versión estadounidense, "Secretos del Diamante de la Esperanza" (abreviado a 52 min), se emitió en diciembre de 2010 en National Geographic Channel.[24]
- Annie Pietri, "El Gran Diamante Azul", volumen 3 de la serie "Los Espejos del Palacio", Bayard, 2012 (Literatura infantil y juvenil).
- Anne-Marie Desplat-Duc, "La Maldición del Diamante Azul", volumen 1 de la serie "Marie-Anne, Hija del Rey", Flammarion, 2012 (novela infantil).
- Franck Ferrand, en Europe 1, en un segmento de la serie "Au cœur de l'histoire": "La maldición del diamante azul", con los invitados: François Farges, profesor de mineralogía en el Museo Nacional de Historia Natural de Francia, y Thierry Piantanida, periodista.